# 姚兆元
姚兆元（1918年8月23日—2002年5月26日），河北豐潤人，中華民國空軍二級上將。

## 生平
姚兆元毕业于中華民國空軍軍官學校第10期驱逐科、空军参谋学校、美国亚利桑那州飞行班、美国空军1945K喷气机团飞行班、国防研究院，曾擔任飞行员、分队长、中队长等职。湘西会战中，空军第五大队负责支援陆军，姚兆元率领29中队对右翼日军进行轰炸，在整场战役中成功控制领空。
1949年，姚兆元率部赴台湾；1950年，出任第一大队作战科长。1956年，他擔任第四联队第四3大队中校大队长，晋任上校。1957年，任空軍總司令部第三署训练组组长。1959年3月，姚兆元出任第一联队参谋长。1967年，升第四联队联队长；1968年，任空军战斗指挥部副司令；1969年，任作战参谋次长助理。1970年10月，任中華民國空軍軍官學校校长，晉升為少将。1972年6月，姚调任参谋总部第二参谋次长室情报次长，后擔任空军总司令部参谋长、副总司令。1977年8月，他出任副参谋总长、晉任空军中将，同时任中国国民党特种党部主任委员，后被聘为總統府国策顾问委员会顾问。1978年12月至1982年1月，姚兆元擔任代理副參謀總長執行官，時為二級上將，直至退役。